# 欧女星
欧女星（52 Europa）是小行星带中第六大的小行星，尽管质量并不大，但直径超过300公里。它并非呈圆形，而是一个大致为380×330×250公里的椭球体。1858年2月4日，赫尔曼·戈德施密特在巴黎的阳台上发现了这颗小行星，以希腊神话中宙斯的情人之一欧罗巴命名，与木星的卫星木卫二同名。

## 物理特性

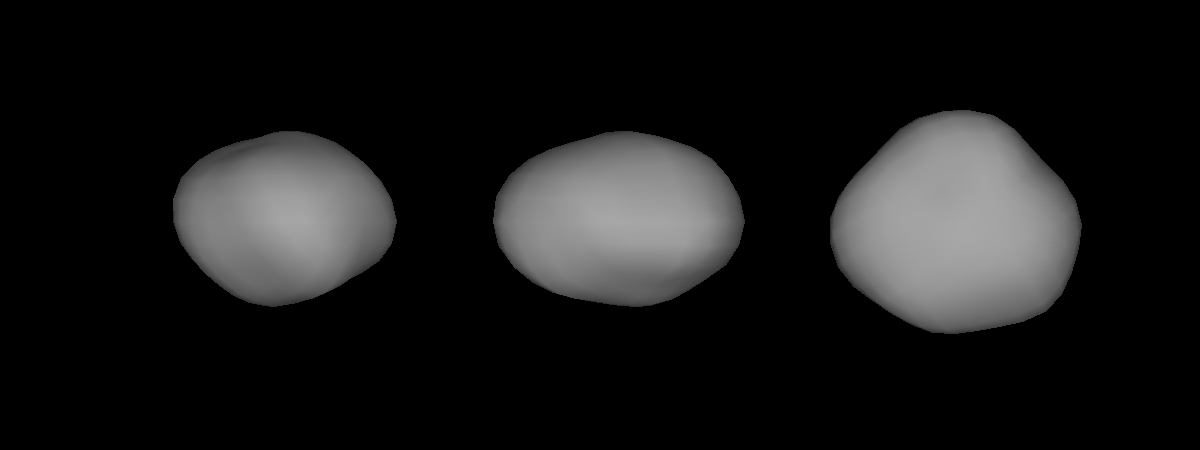
基于光变曲线绘制的欧女星3D模型

按体积计算，欧女星大约是第六大小行星。它的密度很可能为1.5克/立方厘米，属于典型的C型小行星。2007年，詹姆斯·贝尔（James Baer）和史蒂芬·R·切斯利（Steven R. Chesley）估计欧女星的质量为(1.9±0.4)×1019千克。贝尔最近的一项估算表明其质量为3.27 ×1019千克。

欧女星在2000至2020年间轨道的动画演示
太阳·
地球·
火星·
木星·
欧女星

欧女星是一颗非常暗淡额碳质C-型小行星，是该类型中第二大的小行星。光谱研究发现其表面有橄榄石和辉石的存在，并且有迹象表明不同区域之间可能存在成分差异。尽管欧女星的轨道接近健神星族，但它并不是其中的成员。
欧女星的光变曲线数据特别难以解读，以至于尽管经过多次观察，长期以来它的自转周期都存在争议（范围从5+1⁄2小时至11小时不等）。现在已经确定欧女星是一个顺行旋转体，但其自转轴的具体指向仍然不明确。最详细的分析表明，它指向黄道坐标（β, λ）约为（70°, 55°）或（40°, 255°），误差为10°。这意味着其轴倾斜度分别约为14°或54°。
1988年，人们曾利用位于莫纳克亚山天文台的夏威夷大學88英吋望遠鏡对围绕这颗小行星运行的卫星或尘埃进行了搜索，但未能发现任何结果。

## 观察结果
据发现，1934年发现的著名的激变变星CV宝瓶座实际上是对欧女星的误认。